# جورج ارين راسيل
جورج ارين راسيل (بالإنجليزية: George Warren Russell)‏ هو صحفي وسياسي نيوزلندي، ولد في 24 فبراير 1854 في لندن في المملكة المتحدة، وتوفي في 28 يونيو 1937 في نيوزيلندا. حزبياً، نشط في الحزب الليبيرالي النيوزيلندي. وقد انتخب عضو مجلس النواب النيوزيلندي.